# Karl-Theodor zu Guttenberg

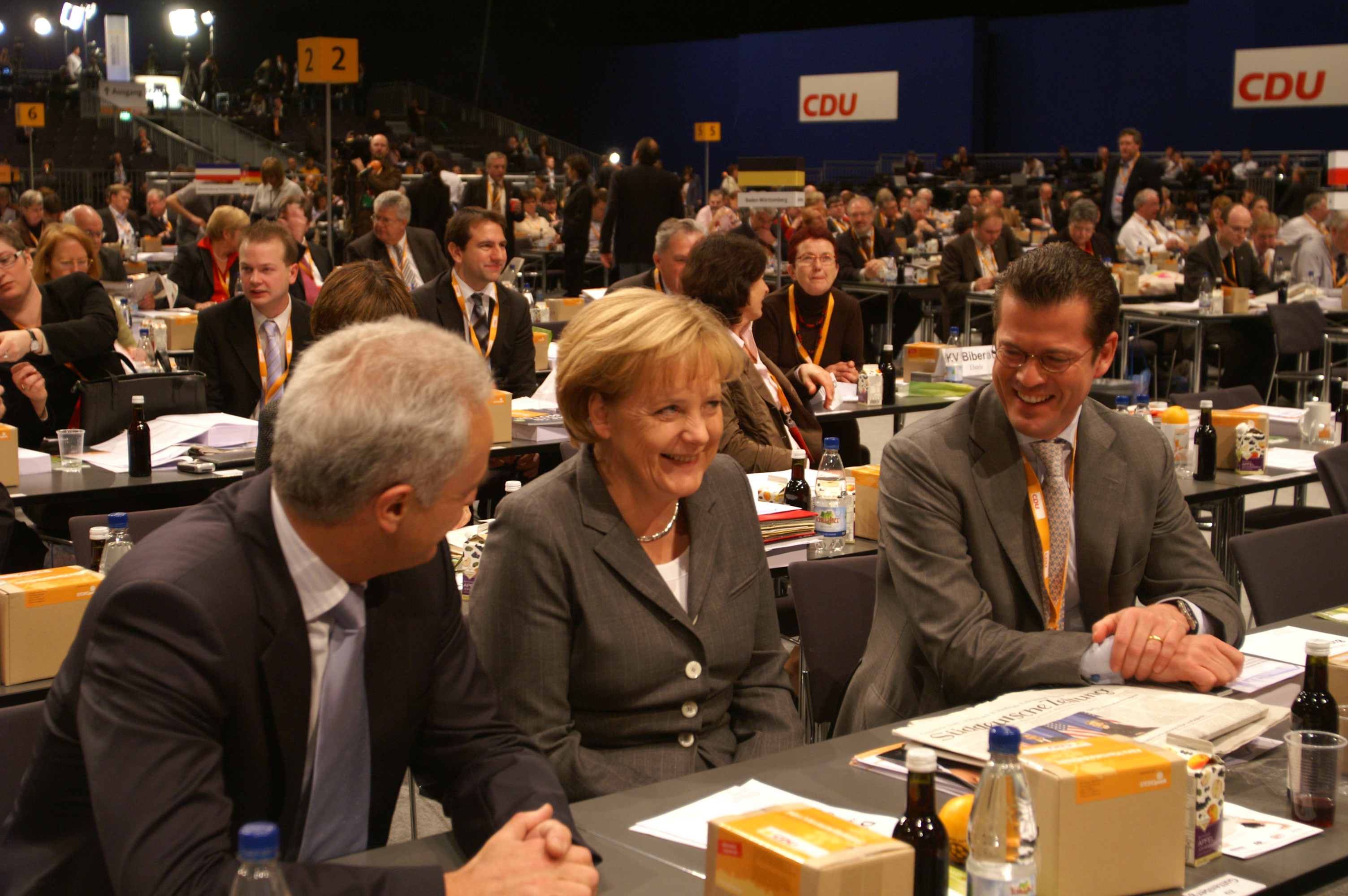
Peter Ramsauer, Angela Merkel oraz Karl-Theodor zu Guttenberg podczas kongresu CDU w 2008 w Stuttgarcie

Karl-Theodor zu Guttenberg, właśc. Karl-Theodor Maria Nikolaus Johann Jacob Philipp Franz Joseph Sylvester Freiherr von und zu Guttenberg (ur. 5 grudnia 1971 w Monachium) – niemiecki polityk i prawnik, działacz bawarskiej Unii Chrześcijańsko-Społecznej (CSU) i jej sekretarz generalny (2008–2009), poseł do Bundestagu, w 2009 minister gospodarki i technologii, w latach 2009–2011 minister obrony.

## Życiorys
Pochodzi z niemieckiego rodu szlacheckiego, którego początki sięgają XIV wieku i którego członkowie od pokoleń angażowali się politycznie. Urodził się jako syn dyrygenta Enocha zu Guttenberga, właściciela zamku w gminie Guttenberg w Górnej Frankonii. Ukończył studia prawnicze na Universität Bayreuth, w 1999 zdał państwowy egzamin prawniczy pierwszego stopnia. Nie podszedł do egzaminu drugiego stopnia uprawniającego do wykonywania zawodów prawniczych. W 2007 doktoryzował się w zakresie prawa na macierzystej uczelni.
Jako niezależny dziennikarz publikował m.in. w „Die Welt”. Od 1994 zajmował się rodzinnym majątkiem (wycenianym na około 500 milionów euro), zarządzając przedsiębiorstwem Guttenberg GmbH. W 2000 wstąpił do Unii Chrześcijańsko-Społecznej, w 2007 stanął na czele partii w Górnej Frankonii. W 2002 po raz pierwszy wybrany na posła do Bundestagu, mandat deputowanego odnawiał w wyborach w 2005 i 2009. Gdy w 2008 CSU po raz pierwszy od wielu lat utraciła absolutną większość w bawarskim landtagu, w listopadzie 2008 Karl-Theodor zu Guttenberg został wybrany na funkcję sekretarza generalnego partii. Stanowisko to zajmował do lutego 2009.
10 lutego 2009, po uprzedniej rezygnacji Michaela Glosa, został ministrem gospodarki i technologii w rządzie Angeli Merkel Tym samym został najmłodszym ministrem gospodarki w powojennych Niemczech. Zyskał pewną popularność, zajmując zdecydowane stanowisko w sprawie restrukturyzacji Opla i sprzeciwiając się forsowanemu przez kanclerz przejęciu koncernu przez kanadyjsko-rosyjskie konsorcjum Magna/Sbierbank.
28 października 2009, po kolejnych wyborach federalnych, objął urząd ministra obrony w drugim rządzie Angeli Merkel. Był krytykowany za brak kontroli nad resortem i niedostateczne informowanie parlamentu i opinii publicznej na temat śmierci żołnierza Bundeswehry 17 grudnia 2010 w bazie w Afganistanie oraz otwierania listów żołnierzy z poczty polowej w tym kraju. Kontrowersje wzbudził także śmiertelny wypadek kadetki, która 7 listopada 2010 spadła z masztu na statku szkoleniowym niemieckiej marynarki „Gorch Fock”.
Z urzędu ministra ustąpił 1 marca 2011, kończąc urzędowanie dwa dni później. Zrezygnował też wówczas z mandatu deputowanego. Przyczyną było ujawnienie w połowie lutego plagiatu w jego pracy doktorskiej z zakresu prawa konstytucyjnego. 23 lutego 2011 Universität Bayreuth odebrał mu ten stopień, a sam polityk przyznał w liście do uczelni, że jego praca była obciążona poważnymi błędami. Prowadzone postępowanie karne umorzono w związku z wpłaceniem przez Karla-Theodora zu Guttenberga 20 tys. euro na cele charytatywne.
Po odejściu z funkcji publicznych zajął się m.in. działalnością konsultingową. Pracował w Center for Strategic and International Studies w Waszyngtonie. Na University of Southampton obronił pracę doktorską na temat bankowości korespondencyjnej.

## Życie prywatne
W 2000 ożenił się ze Stephanie Gräfin von Bismarck-Schönhausen, praprawnuczką kanclerza Ottona von Bismarcka. Jego żona, współpracując z minister Ursulą von der Leyen, zaangażowała się w działalność organizacji walczącej z pornografią dziecięcą w Internecie. Jego dziadek od strony matki uczestniczył w spisku na życie Adolfa Hitlera w 1944. Brat dziadka od strony ojca został stracony w 1945 za udział w ruchu oporu przeciw nazistom.